# Bishop Hill
Bishop Hill är en by i Henry County i staten Illinois i USA, vid järnvägen mellan Chicago och Burlington, omkring 200 km väster om Chicago. 
Åren 1846-1861 fanns här en svensk koloni, som grundades av den första stora organiserade svenska utvandrargruppen och kan ses som starten på den svenska emigrationen till Nordamerika i större skala.

## Historia
Bishop Hill grundades av den självlärde predikanten Erik Jansson 1846 och uppkallades efter hans födelsesocken Biskopskulla i Uppland. Hemma i Hälsingland hade Jansson i mitten av 1840-talet grundat en sekt, vars medlemmar kallades Erik-Jansarna. Dessa kom snart i konflikt med statskyrkan och konventikelplakatet, och Jansson avvek slutligen från en fångtransport som skulle föra honom till stadsfängelset i Gävle. Han och 400 av hans anhängare begav sig 1846 till Illinois där de grundade ett kooperativt samhälle med egendomsgemenskap. Det utvecklade sig snart till ett allsidigt samhälle med kyrka, hotell, skola, smedja, vagnmakeri, kvarnar m.m.
Jansson mördades våren 1850, och i hans ställe tog ett sjumannaråd med Jonas Olsson från Söderala (†1898) i spetsen över ledningen. Mot slutet av 1850-talet upplöstes denna samhällsordning och vissa inflytelserika män delade upp det mesta av fastigheterna och gjorde det till sina privata egendomar. På en del av området byggdes en mindre stad med namnet Galva (etymologiskt en förvanskning av Gävle).

## Dagens Bishop Hill
I orten Bishop Hill finns flera byggnader kvar från kolonins dagar, och man vårdar aktivt minnet av kolonin och det svenska arvet. Här lever 125 invånare (år 2000), och ett stort antal ättlingar till utvandrarna finns i området.